# Acintya
«Acintya» (Ачінтья) — рідкісний французький рок-гурт, що грав у жанрі прогресивного року й існував недовго в другій половині 1970-х. Гурт є дітищем клавішника фр. Philippe De Canck. За комплексністю й розробленістю музичних тем їхня музика нагадує авангардний прогресивний французький гурт Wapassou. Значення назви: «Acintya» із санскриту «немислимий» є верховним індуїстським богом у індонезійській варіації.

## Альбом La cité des Dieux oubliés, 1978
У 1978 році гурт записав свій єдиний студійний альбом «La cité des Dieux oubliés» (Забуте місто богів). Музика характеризується урочистою клавіатур, в тому числі орган відомої базиліки Saint-Nicolas-De-Port і спритною натхненною грою на скрипці.

### Композиції
1 — Adyane 4'25

2 — Espoir 15'40

3 — La Cité des Dieux Oubliés 18'58

4 — So Close 4'53

5 — Labyrinth 15'16

Загальний час звучання 59:12

### Музиканти
— Philippe De Canck / клавішні, синтезатори 

— Bernard Petite / барабани 

— Jean-Louis Tauvel / бас-гітара 

— Philippe Clesse / гітара, скрипка 

## Альбом In Live, 2012
Цей "живий" альбом був записаний у 1979, а виданий у 2012 році Musea Records. Альбом, як і попередній студійний, складається з п'яти інструментальних композицій, але тільки два з них є новими, а саме Chasse a la Licorne і Voyage. Інші три композиції мають небагато відмінностей від оригіналів. Якщо описувати тільки перші два, потрібно відзначити, що вони, ймовірно, простіші, ніж раніше записані гуртом, відбиваючи напів-романтичний, напів-меланхолійний настрій, присутній в раніших роботах. 

### Композиції
1 — Adyane 5'21

2 — Chasse a la Licorne 8'35

3 — Voyage 10'09

4 — La Cite des Dieux Oublies 15'13

5 — Labyrinth 15'16

Загальний час звучання 54:34

### Музиканти
— Philippe De Canck / клавішні 

— Bernard Petite / барабани 

— Jean-Louis Tauvel / бас-гітара 

— Philippe Clesse / гітара, скрипка 